# Gregorio Valdez O’Connell
Gregorio Valdez O’Connell (* 1945) ist ein Unternehmer in Guatemala.

## Leben
Sein Bruder ist José Luis Valdés O’Connell, der Vorsitzende des Verwaltungsrates der Banco Agromercantil.
Gregorio Valdez O’Connell leitet, die von seinem Vater gegründete, Distribuidora Piper, Hangar # 7, Aeropuerto Internacional La Aurora, Zona 13, Guatemala-Stadt, Guatemala.
Er ist Geschäftsführer der Aeroservicios S.A. (AVESA); Alas Rotativas; Douglas de Guatemala; Productos y Servicios D y M; Teléfonos del Norte; Teléfonos del Oriente; VOSA; Valdez Aeroservicios y CL; Universal de Traslados; Teléfonos del Sur; Teléfonos de Occidente, Servicios Aéreos y Valores.
Gregorio Valdez O’Connell ist mit María de Rosario Asturias, der Beauftragten des Präsidenten für guatemaltekischen Tourismus (INGUAT) sowie Bild- und Kleidungsberaterin von Sandra Torres de Colom, verheiratet.

## Aktivitäten als Geschäftsmann

### Verwicklung in den Drogenhandel
Am 3. Dezember 1988 beschlagnahmte die Drug Enforcement Administration in Villa de Tiquisate, Escuintla, Guatemala 356 Kilogramm Kokain von Valdez. Valdez' Handel mit Drogen ist eingehend durch die DEA dokumentiert. Valdez war der persönliche Pilot von Jack McCavett von der US-Botschaft in Guatemala-Stadt und Randy Capister der Vertrauensmann zur G-2.
Sein Unternehmen war mehrere Jahre Vertragspartner der CIA und der DEA, auch nach dem bekannt war, dass Valdez auf eigene Rechnung Drogen transportierte.

### Staatsaufträge
Die Unternehmen von Valdez waren zeitweilig Generalvertreter der Piper Aircraft Corporation in Guatemala und für Bell Helicopter in Zentralamerika.
Das Unternehmen Piper, S.A. verkaufte der nicaraguanischen Regierung von Arnoldo Alemán für 0,8 Millionen USD einen Helikopter vom Typ Bell 407 TG-NVR in der Farbe Rot mit goldenen Streifen.
2005 beabsichtigte die guatemaltekische Regierung von Óscar Berger Perdomo 10 Flugzeuge und die Reparatur von weiteren zehn Flugzeugen bei einem Unternehmen von Valdez zu beauftragen.
Von 2005 bis 2007 gingen im Fluggerätebereich Aufträge des Staates Guatemala für 23, 8 Millionen Quetzales an Unternehmen von Valdez.
Die Auftraggeber waren das Regierungs-, das Verteidigungsministerium unter Carlos Aldana sowie die Secretaría de Asuntos Administrativos y Seguridad (SAAS), welche die Aufgaben des Archivos übernommen hatte. Dafür wurden unter anderem Waffen, Munition, Sicherheit und Hubschrauberersatzteile geliefert.
Gregorio Valdez O’Connell ist einer der Konzessionsnehmer des neuen Flughafen Guatemala-Stadt. Er ist einerseits in der Rolle des Lieferanten und andererseits in der des Bestellers für die Fuerza Aérea de Guatemala (FAG).
Valdez O’Connell ist mit Luis Francisco Valdés Zeceña Geschäftsführer der Construcción y Materiales, S. A. (Conyma). Conyma erhielt 2007 bei drei Ausschreibungen Aufträge von einem Volumen von 87,3 Millionen Quetzales.
2008 wurden zehn Aufträge mit einem Volumen von 216,7 Millionen Quetzales vergeben.
Von Januar bis April 2009 wurden sieben Projekte mit einem Volumen von 331,7 Millionen Quetzales vergeben.
Am 28. Mai 2009 durchsuchten Beamte der Staatsanwaltschaft (Ministerio Publico) für die Comisión Internacional contra la Impunidad en Guatemala (CICIG) die Büroräume der Distributor Piper, S.A., zu welcher AVESA und SEVESA auf dem Gelände des Flughafens Aurora gehören.
Neben zahlreichen anderen unternehmerischen Aktivitäten ist Gregorio Valdez O’Connell Gesellschafter des Unternehmens Easy Marketing, die Filiale von Sagem in Guatemala. Easy Marketing hat den Auftrag für das Personalausweiswesen in Guatemala und ist ein aussichtsreicher Bewerber um das Reisepasswesen in Guatemala.

### Wahlkampffinanzierungen
Seit 1986 beteiligen sich Unternehmen von Valdez an der Wahlkampffinanzierung verschiedener Wahlbündnisse in Guatemala.
2003 unterstützte Gregorio Valdez O’Connell die Gran Alianza Nacional und AVESA flog Präsidentschaftskandidaten durch den Wahlkampf.
2007 unterstützten die Unternehmen von Valdez die Unidad Nacional de la Esperanza und der Präsidentschaftskandidat Álvaro Colom Caballeros wurden Hubschrauber von AVESA im Wahlkampf zur Verfügung gestellt.

### Tod von Rodrigo Rosenberg
Der am 10. Mai 2009 getötete Rechtsanwalt Rodrigo Rosenberg Marzano beschuldigte in einem kurz vor seinem Tode von ihm selbst aufgenommenen, fast 20-minütigen Video Gustavo Alejos, den Privatsekretär von Präsident Álvaro Colom Caballeros, und ausdrücklich auch dessen Geschäftspartner Gregorio Valdez O’Connell mit Billigung des Präsidenten und dessen Frau an seinem eigenen Tod verantwortlich zu sein.